# François Quesnel
Pour les articles homonymes, voir Quesnel.
François Quesnel (né à Édimbourg vers 1543, mort à Paris en 1616) est un peintre et dessinateur français.

## Biographie
François est le fils du peintre Pierre Quesnel (mort vers 1574). Ce dernier, protégé par Marie de Guise puis son époux Jacques V d'Écosse s'installe à la Cour d'Écosse, au palais de Holyrood et y épouse Madeleine Digby. François naît à Édimbourg en 1543 ou 1544. Ses deux frères cadets, Nicolas Quesnel et Jacques Quesnel sont également peintres, de même que son beau-frère Jean Fouace.
François Quesnel est certainement formé par son père, rentré en France quelques années après sa naissance. La première mention dans les comptes des Bâtiments du roi se situe en 1571 pour « avoir faict huit portraictz tant pour les pièces que le roy veut donner à son entrée à Paris ». On le retrouve en 1572 pour des modèles de pièces de monnaie et en 1573 pour avoir dessiné « plusieurs portraits d'habitz, selon la mode moderne ».
D'après Michel de Marolles, il est aussi l'auteur d'un des premiers plans de Paris, dédié au roi et gravé par Pierre Vallet en douze planches, en 1609.
Il épouse Charlotte Richandeau (il en a quatre enfants) et, à la mort de cette dernière, se remarie (1584) avec la fille d'un greffier au grenier à sel de Château-Thierry, nommée Marguerite Le Masson. Il en a dix autres enfants dont deux peintres, Nicolas et Augustin, et le libraire Jacques Quesnel, lui-même père de Pasquier Quesnel.
L'œuvre de François Quesnel comprend un grand nombre de portraits (huile et crayon) et de scènes de Cour, dont certains ont été gravés, notamment par Thomas de Leu, Michel Lasne ou Pierre Firens. Il a également peint des retables et dessiné des cartons de tapisserie.
Il a été l'ami de César de Nostredame, qui le cite dans ses lettres. Il est le grand-père de Pasquier Quesnel et le contemporain du caricaturiste et portraitiste français Nicolas Lagneau.

## Œuvres

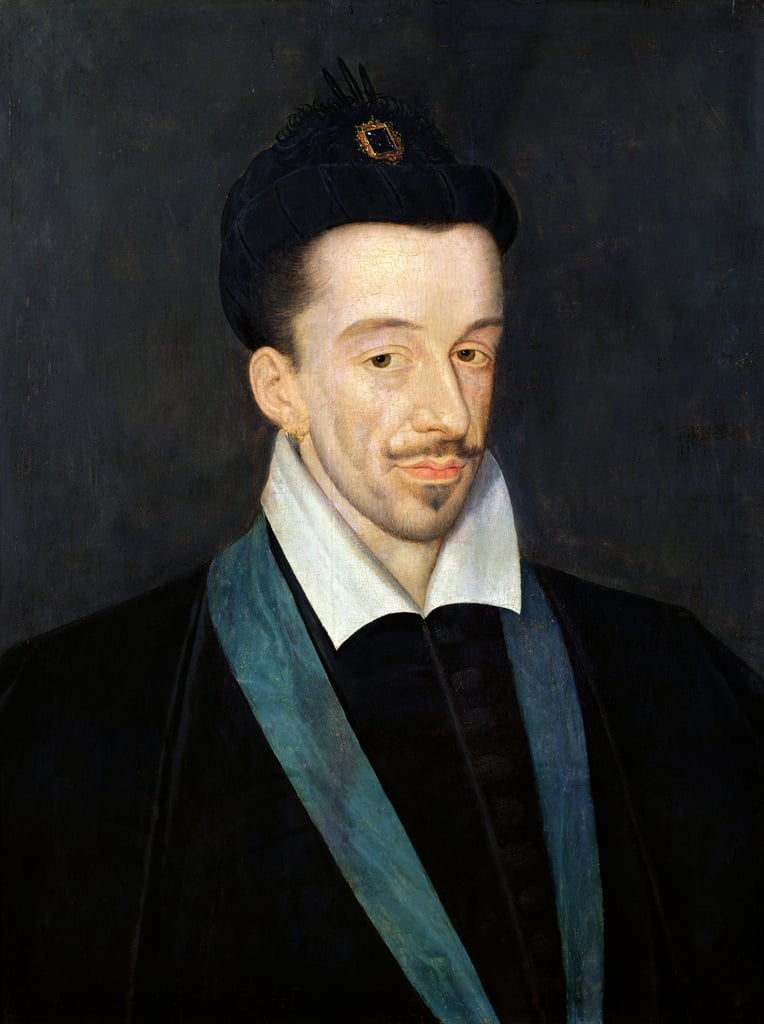
Portrait de Henri III, Paris, musée du Louvre.
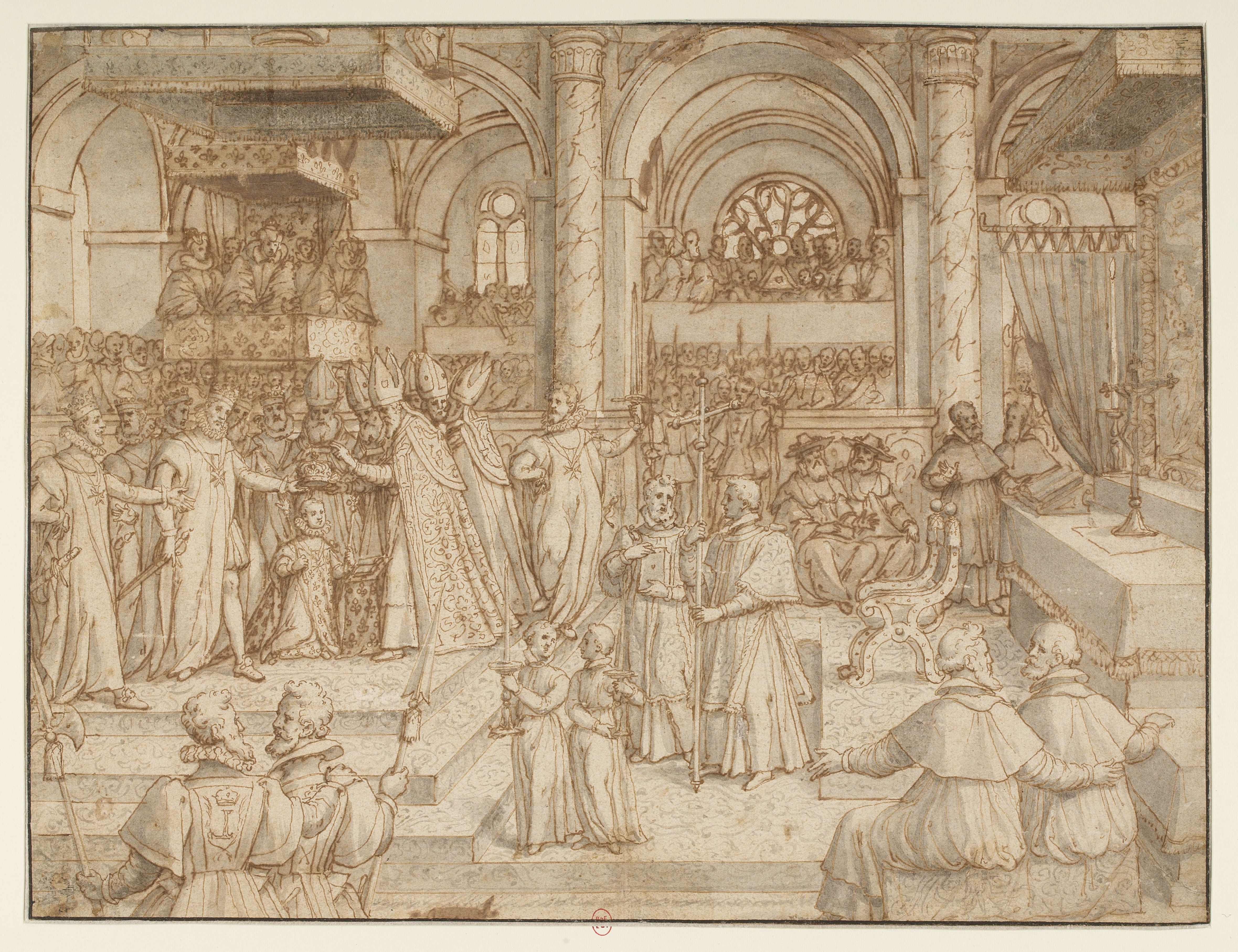
Le sacre de Louis XIII par Fr. Quesnel, dessin préparatoire à une estampe de Pierre Firens (BnF, Département des Estampes et de la Photographie, Réserve B-6e-boîte in-folio).

- Orléans, musée des Beaux-Arts:
- Portrait d’Henriette d’Entragues, marquise de Verneuil, huile sur bois, 36 x 27 cm (disparu durant la Seconde Guerre mondiale)[4].